# Pass inom Europeiska unionen

Ett svenskt pass som följer den enhetliga utformningen för pass inom EU.

Pass inom Europeiska unionen utfärdas av ansvariga nationella myndigheterna till de egna medborgarna och, i vissa undantagsfall, andra medborgare. Pass som utfärdas inom unionen följer en enhetlig standard vad gäller säkerhetsdetaljer. Även vissa andra delar av passens utformning har standardiserats inom unionen, till exempel pärmens färg, texten på utsidan och vilka uppgifter som ska finnas med i handlingen.

## Historia
De första stegen för att standardisera pass inom Europeiska gemenskaperna – Europeiska unionens föregångare – togs i mitten av 1970-talet. 1974 begärde medlemsstaternas stats- eller regeringschefer en utredning om införandet av ett gemensamt passformat. Europeiska gemenskapernas kommission presenterade den 3 juli 1975 en rapport om inrättandet av en passunion. Rapporten föreslog bland annat inrättandet av ett gemensamt europeiskt pass. Europeiska rådet ställde sig bakom förslaget samma år, och mot bakgrund av detta antog Europeiska rådet en rad olika icke-bindande resolutioner om en enhetlig utformning av pass under 1980-talet. Under 2000-talet utarbetades även gemensamma bestämmelser om säkerhetsdetaljer med syfte att göra passhandlingarna svårare att förfalska.

## Rättsliga bestämmelser
Utfärdande av pass är en nationell befogenhet och något som därför sköts av de nationella myndigheterna. Enhetliga bestämmelser för utformningen av passhandlingar har dock antagits på europeisk nivå av Europeiska unionens råd och, i viss utsträckning, Europeiska kommissionen.
Den enhetliga utformningen, till exempel pärmens färg, text på utsidan och innehåll, regleras av icke-bindande resolutioner, som har antagits sedan 1980-talet av företrädare för medlemsstaternas regeringar.
De enhetliga säkerhetsdetaljerna finns istället fastställda i en bindande förordning som utfärdades av rådet 2004. Till skillnad från den enhetliga utformningen är säkerhetsdetaljerna ett måste för de nationella myndigheterna att tillämpa när de utfärdar passhandlingar.
Pass utfärdas alltid av den medlemsstat där unionsmedborgaren är medborgare. I vissa fall kan en annan medlemsstat utfärda en provisorisk resehandling om unionsmedborgaren befinner sig i ett tredjeland där dess egen medlemsstat inte har någon konsulär representation.

### Resolutioner och lagstiftning
Icke-bindande resolutioner gällande den enhetliga utformningen av passhandlingar:
- Resolution av den 23 juni 1981
- Resolution av den 30 juni 1982
- Resolution av den 14 juli 1986
- Resolution av den 10 juli 1995
- Resolution av den 8 juni 2004
- Kommissionens rekommendation av den 5 december 2007

Icke-bindande resolutioner gällande säkerhetsdetaljerna:
- Resolution av den 17 oktober 2000

Bindande förordningar gällande säkerhetsdetaljerna (som en del av Schengenregelverket – ej tillämpligt i Irland):
- Rådets förordning (EG) nr 2252/2004 av den 13 december 2004 om standarder för säkerhetsdetaljer och biometriska kännetecken i pass och resehandlingar som utfärdas av medlemsstaterna
- Europaparlamentets och rådets förordning (EG) nr 444/2009 av den 28 maj 2009 om ändring av rådets förordning (EG) nr 2252/2004 om standarder för säkerhetsdetaljer och biometriska kännetecken i pass och resehandlingar som utfärdas av medlemsstaterna

## Användningsområden
Pass används främst som legitimationshandling eller som resehandling.

### Legitimationshandling
Pass är normalt erkänt som en giltig legitimationshandling. Det innebär att passet vanligtvis kan användas vid identifiering för till exempel myndighets- eller bankärenden. I vissa fall kan utländska medborgare dock inte använda pass som legitimationshandling, till exempel om innehavarens personnummer ska styrkas i Sverige.

### Resehandling
Pass är, i enlighet med rörlighetsdirektivets bestämmelser, en giltig resehandling vid resa inom Europeiska unionen. En unionsmedborgare och hans eller hennes familjemedlemmar har rätt att röra sig fritt inom unionen i upp till tre månader utan andra krav än innehav än en giltig resehandling. En unionsmedborgare kan även välja att använda ett nationellt identitetskort som resehandling istället. För tredjelandsmedborgare krävs i regel alltid innehav av ett pass vid resa mellan medlemsstaterna.

## Utfärdande av pass
Pass utfärdas normalt av ansvariga nationella eller regionala myndigheter. Även ambassader och andra diplomatiska beskickningar i utlandet har normalt möjlighet att utfärda passhandlingar. Som huvudregel utfärdar en stat endast pass till sina egna medborgare, men i vissa fall kan även utländska medborgare, till exempel flyktingar, erhålla så kallade främlingspass eller resedokument enligt flyktingkonventionen.

## Utformning av pass
De icke-bindande bestämmelserna för utformningen av enhetliga pass innefattar bland annat följande:

### Pärmen/framsidan
- Vinröd pärm
- Utfärdande statens namn, emblem samt texterna "Europeiska unionen" och "pass" på något eller några av unionens officiella språk på pärmens framsida
- En biometrisk symbol på framsidan

### Första sidan
- Texten "Europeiska unionen"
- Namnet på den utfärdande staten
- Texten "pass"
- Passets serienummer

### Identifikationssidan
Följande information ska finnas:
- För- och efternamn
- Medborgarskap/nationalitet
- Födelsedatum och födelseort
- Kön
- Utfärdandedatum
- Sista giltighetsdag
- Utfärdande myndighets namn
- Innehavarens namnteckning